# 得河義秀
得河 義秀（とくがわ よしひで）は、『吾妻鏡』にのみ記された平安時代末期から鎌倉時代初期の武士・御家人。三郎。通説では世良田義季（得川義季）と同一人物とされるが、義季と別人だとする説が存在する（詳細は後述）。
『吾妻鏡』の記述では、得河義秀は源頼朝の上洛の際に、新田義兼や山名義範らと共に頼朝に２度ほども同伴したと記されている。また文治4年（1188年）正月20日、頼朝の伊豆・箱根・三島神社の参詣に得河三郎義秀が同伴し、文治5年（1189年）6月9日、頼朝の鶴岡八幡宮参拝にも得河三郎が同伴している。建久2年（1191年）2月4日、および建久6年（1195年）3月10日の件には、得河三郎と同一人物とされる「新田三郎」の事項が記載されている。通説では「義秀」を「義季」の誤記または別名とする。
しかし、この『吾妻鏡』の記載を見ると、文治5年夏6月の箇所では、義季の同母兄で新田本家の義兼が、徳河三郎より後に記されている。このような序列を乱すことは御家人にとって不自然であり、義季との別人説が考えられている。
また、得川・世良田などの新田一族とは全く無関係の領主とする説もある。義季が世良田を領し世良田氏を名乗ったと考えられ、また新田義重の譲状などで得河（得川）の地名が無く新田領でないと考えられることから、新田系とは別系の領主とする。しかし徳川郷は嘉応2年に存在するため義季と同一人物でよいとする反論も出されている。

## 関連事項
- 得川氏（得河氏）
- 世良田氏